# Granvallen
Granvallen är en idrottsanläggning i Gemla i Kronobergs län. Anläggningen ägs och driftas av Gransholms IF. Inom anläggningen finns två fullstora fotbollsplaner, en med gräs och läktare, samt en konstgräsplan försedd med träbänkar. Därtill inrymmer anläggningen en sjumannaplan (gräs), två tennisbanor med grusunderlag och Gransholms IF:s klubbstuga.